# Cinnamomum carolinense
Cinnamomum carolinense är en lagerväxtart som beskrevs av Gen-Iti Koidzumi. Cinnamomum carolinense ingår i släktet Cinnamomum och familjen lagerväxter. Utöver nominatformen finns också underarten C. c. oblongum.